# 上猶県
上猶県（じょうゆう-けん）は中華人民共和国江西省贛州市に位置する県。

## 行政区画
- 鎮:東山鎮、陡水鎮、社渓鎮、営前鎮、黄埠鎮、寺下鎮
- 郷:梅水郷、油石郷、安和郷、双渓郷、水岩郷、平富郷、五指峰郷、紫陽郷

## 交通

### 道路
- 高速道路
  - 厦蓉高速道路